# スズキ・バーディー
バーディー（Birdie）はスズキが製造販売していたオートバイである。

## 車両解説
1973年にスーパーフリーF50/80の後継モデルとして製造開始したビジネス用バイク。車名は英語の「小鳥」に由来し、街に住み着く小鳥のように生活の場に適した愛されるバイクとして命名された。
競合車種はホンダ・スーパーカブ、ヤマハ・メイトなどで両モデル同様にフレームはアンダーボーン型である。
水平配置のシリンダーを持つ空冷単気筒エンジンへの燃料供給はミクニ製キャブレターを介し、動力伝達はエンジン内蔵式3速ロータリートランスミッションと自動遠心クラッチを組み合わせて行う。
ブレーキは前後ともワイヤー式ドラムブレーキ。
サスペンションは当初フロントサスがボトムリンク式、リアサスがツインショックのスイングアームであったが、新聞配達仕様や郵政省（現・日本郵政）仕様ではテレスコピックフォークに変更され現在では全車この仕様となった。
- また郵政仕様では、直射日光の熱を吸収することで配達員の熱中症罹患を防ぐ意味合いから、通常の黒暗色系と異なるベージュ色のシートが採用された。

始動装置はキックスターターが主体であるが、6ボルトバッテリー搭載の初期モデルからセルモーター付もラインナップされており、セル付き車のみ12ボルトを搭載する。後に全車12ボルト仕様となった。

## モデル一覧
排気量・エンジンの相違によるシリーズ車種が製造されたが、本項では排気量別に解説を行う。
なおスーパーフリーは元となるモデルであるが、共通する部分が多いため加えることとする。

### スーパーフリーF50
1969年発売。1971年まで販売されたアンダーボーン形式のビジネスモデル。公称出力4.5ps。吸気系統はクランクケースリードバルブ（市販車では世界初採用）、2ストロークオイルの供給は同社の4輪軽自動車で実績のあったCCIS分離給油方式を採用。

ホンダ・スーパーカブに酷似したスタイルだが、大きく異なるのは当時のスズキの特徴であるD字型のライトと、レッグシールドに取り付けられたウインカーである。フレームはスーパーカブがリアセクションをプレス成型してフロントセクションとシンプルなパイプでつないだことに対し、スーパーフリーF50はリアからセンターまでプレスモナカとし、それにヘッド部分を溶接するスタイルを採用した。これによりフレーム剛性はスーパーカブより格段に高くなり、高速走行時の安定性が非常に高かった。なお全体的なフレーム形状はアンダーボーンとTボーンを足したような横姿で、リア部分はフェンダー別体式となっている。
のちのFR50型にはフロントセクションはほぼ同じ仕様で継続されるが、フレームのリアセクションは大きく異なっており、FR50以降はリアフェンダーがフレーム一体でプレス成型されている。
またレッグシールドの中央部は大きくくり貫かれてフレームが露出するデザインとなっており、プレスフレームの造形を活かしたデザイン性の高いものとなっている。
フレームのリアセクションの右側にサイドカバーを兼ねた鉄製燃料タンク、左側に右側のタンクと同じスタイルのサイドカバーを配し、その中にオイルタンクとバッテリーが収められている。
エンジンには市販車では世界初となるクランクケースリードバルブ形式を採用し、低い燃費と高い馬力を両立した。これは当時のスズキのレーサーで使われていた技術のフィードバックである。
キャブレターはVM14相当のものが右ケース内に収納され、騒音防止と防塵性が高く整備性も良好であった。このキャブレターの収納形式はバーディシリーズはもちろんのこと、Kシリーズにもほぼそのままの形で受け継がれている。
現在ではマイナーな存在ではあるが、このスーパーフリーF50で2ストロークのバーディシリーズの基礎部分は完成されており、スズキ小排気量オートバイの要石のようなモデルである。

### バーディー50
- 当初は2ストロークエンジンのみであったが、1983年10月に4ストロークエンジン搭載車が追加された。以後は2ストローク車と4ストローク車を並売していたが、2004年にフルモデルチェンジを行い4ストロークエンジンのみに統一された。
- 併売時代には2ストローク車は「2サイクル・バーディー50」、4ストローク車は「4サイクル・バーディー50」の名称で販売された。

#### FR50型
- 吸気系統はF50と同じクランクケースリードバルブ、2ストロークオイルの供給は同社の4輪軽自動車で実績のあったCCIS分離給油方式[注釈 1]を採用。クラッチはヤマハのメイト（2ストローク車のVシリーズ）と同じで、変速時にも繋がったままのため変速ショックが大きい。
- 初代から続く型式であったFR50型までは、スーパーフリーから継承されたフロントフォーク部へのポジションライトが残存する。ホンダ・スーパーカブC50型の通称"行灯カブ"に倣い、一部マニアの間では"行灯バーディー"と呼称されている。
- 1992年よりメーカーが自主的に製品仕様を取り決め、一部の車種でライトスイッチを廃して常時点灯の普及が始まった。1998年に保安基準として[注釈 2]、国産車か輸入車かを問わず走行時には消灯できない構造であることが制定されている。
- 1987年以降の製造車では型式にBA12Aが与えられており、世代を分類する際にはこちらで呼び表される場合もあるが、上述のポジションライトの形状で製造年代の特定も可能である、
- レンズ全体がフロントフォーク内に収まっている(3型の画像参照)→70年代・同一形状で長方形(横長)→80年代前半・フォーク横側まではみ出している(J型の画像参照)→80年代後半以降と変化する。
- 1993年に製造終了。海外市場では1973年頃から80年代後半に至るまで、そのままの名称で販売された。
- 燃料タンクは4L、エンジンの最高出力は4,2ps、最大トルク0,62kg-mとトルク重視の設定となっていた。

#### 4サイクルバーディー50
- 1983年から製造された4ストロークエンジン搭載車。型式名BA41A、モデル名FB50。自動車排出ガス規制強化により1991年にはA-BA41A型へ、2002年にはBA-BA41A型へ変更するマイナーチェンジを実施しているがモデル名はFB50を継承している。
  - 2ストロークエンジンの実績では軽自動車、オートバイ共に定評のあったスズキがこの分野の原動機付自転車へ4ストロークエンジンを投入し、2ストロークと長く併売するに至った経緯としては、当時のビジネスバイク（英語版）分野におけるホンダ・スーパーカブとの熾烈な燃費競争が挙げられる[1]。1980年代初頭時点で2ストロークのバーディーとヤマハ・メイトは、燃費・出力ともに4ストロークのスーパーカブより優位に立っていたが、ホンダは1981年式より新型エンジンを投入し、メイトとバーディーを燃費面で大きく突き放す事となった[1]。これに対抗する為にスズキとヤマハはビジネスバイク向けの4ストロークエンジンの開発に着手、ヤマハはスズキより先んじて1982年11月にタウンメイトを発売[2]。YICSやシャフトドライブといったハイメカニズムを売りにしたタウンメイトに対抗するようにホンダは翌1983年2月に空力性能を強化したスーパーカブである「スーパーカスタム」[3]、同年10月にスズキも4サイクルバーディーを投入した[1]。4サイクルバーディーの公称燃費は170km/Lで、カブ・スーパーカスタムには僅かに及ばなかったものの、最大トルクは三社の中で最も強いものであり、実用面での強さをセールスポイントとしていた[1]。
- A401型エンジンを搭載し、フレームやリヤセクション[注釈 3]の形状を変更した。
- このエンジンは後にクラッチを手動式として原動機型式を変更した上でギャグやGS50にも搭載された。
- 燃料タンクは5L、エンジンスペックは最高出力は5,0ps・最大トルク0,58kg-mとライバルのホンダスーパーカブ・ヤマハメイトよりもパワフルなセッティングとなった。さらにカブ100EXより早く発進/停止用の遠心式と変速用のシフトペダル連動式2系統クラッチを採用した[注釈 4]。
- 2004年にBA-BA42A型[4]へのフルモデルチェンジを行い、以下の大幅な変更を実施した。
- 従来はリヤフェンダーとフレームが金属製で一体化しておりフェンダーが腐食した場合はフレームまで使えなくなるが、パイプフレームと樹脂製リヤフェンダーに分離することでフレームの耐久性を向上。
- 前後タイヤを既にバーディー90でも採用されていた14インチサイズに小径化し、荷台面や座席面の高さを抑えた。
- テレスコピック式サスペンションへの変更により、ライバルとなる他社のビジネスバイクとは大きく異なるスタイルとなった。
- 2008年にはJBH-BA43A型[5]として環境対策を兼ねた以下のマイナーチェンジを行われた。
- 平成18年排出ガス規制に対応するため燃料供給をフューエルインジェクション化。燃料計の装備、レッグシールドをホワイトに変更。また本モデルでは一般仕様の他に、90の足回りを流用しキャストホイールなどを装備した重荷仕様や大型フロントバスケット・リヤキャリア・グリップヒーターを装備した新聞仕様[6]も販売されている。
- 海外市場では90年代前半にスズキ・FB50 Birdieの名称で輸出が行われていた[7]。
- 2016年7月1日に施行された欧州Euro4とWMTCを参考とした規制値および区分[8]の平成28年排出ガス規制[9]をクリアすることが難しいことから、平成24年規制に基く継続生産車である本モデルは2017年8月31日をもって生産終了となった[10]。

#### RC50型

##### スズキ・RC50
- 1990年に製造開始された2ストロークエンジン搭載タイプ[11]で型式はBA13A。70年代の設計を引きずるFR型から一気に進んだ設計となった。
- 当初はバーディーではなく、モデル名と同じスズキ・RC50という名称で販売された。FR50型の上位車種という扱いで、後述のBA14Aへのモデルチェンジまでは下位モデル扱いで従来型のFR50型も併売された。
- フレームがBA41A型4ストローク車と共通したデザインとなり、オイルダンパー装備の本格的なテレスコピックフォークを採用。
- エンジンはJET-COOLED半強制空冷エンジンとなった。
  - クランクシャフト左側にフライホイールと共にシロッコファンが設けられ、左クランクケースカバー後部から吸気し、シリンダー左側面から右側面に向けて送風による強制空冷を行うもの[12]で、シリンダーヘッドは自然空冷とされた為に半強制空冷と称された。
  - 左クランクケースカバーにJET-COOLEDロゴが刻印されており、レッグシールドにもシリンダー直上付近に5本の斜めスリットが左右に開けられている事で、4ストローク車との判別が行えた。
  - クラッチが4サイクルバーディーと同じ発進/停止用のドライブクラッチと変速用のシフトクラッチの二系統となった。
- フレームサイドカバーにはRC50(RCのみ赤文字)のエンブレムが貼付された。
- 電装を12ボルト仕様とし、ポジションライトを廃止。寒冷地向けに15Wのキャブレターヒーターもオプション設定された。
- ドライブチェーンのサイズが420から428サイズに強化される。
- 燃料タンクは4,4L、エンジンの最高出力は4,9ps、最大トルク0,62kg-mと従来型よりも出力UPの設定となっていた。

##### 2サイクル・バーディー50
1993年にマイナーチェンジを行い型式がBA14Aとなる。（モデル名はBA13Aと同じRC50）この時、以下の仕様変更が行われた。
- RC50の名称が使われなくなり、2サイクル・バーディー50という名称が与えられた。
  - BA14Aへのモデルチェンジと同時にFR50型の製造も終了した為、RC50は事実上FR50型に吸収統合される形で製造を終了する事となった。
- フロントサスをボトムリンクに簡略化し、ヘッドライト周辺を含め4サイクル車（BA41A型）と共通化された。合わせてヘッドライトが25Wから35Wへ光量アップ。
- レッグシールド右上の排気量を示すエンブレムを廃止[注釈 5]。斜めスリットも5本から3本に減少し、形状も楕円形に変化した。
- フレームサイドカバーのエンブレムはBirdieの英字と鳥のマークが組み合わされた意匠のものに変更された。
- 上位排気量モデルの廃止後も数少ない2ストロークのビジネスバイクとして生産が継続されていたが2004年に製造終了となった。特に1990年から1993年までのRC50は、テレスコピックフォークの採用で上質な乗り心地を目指したコンセプトのモデルでもあり、日本での製造終了後も東南アジア方面では同系統の位置付けの2ストロークビジネスバイクが、その後も複数の排気量で生産されている。
- エンジン出力、タンク容量、タイヤサイズなど、フロントサス、ヘッドライトを除き基本的な設計部分にはRC50からの変更部分はない。

### バーディー70・80

#### 2ストロークエンジン搭載車

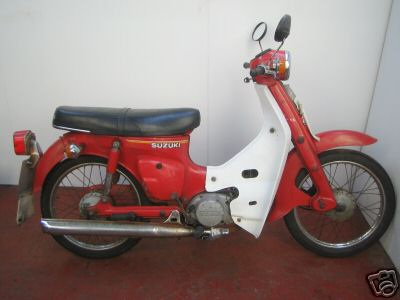
FR80

- いわゆる原付二種（小型自動二輪車）カテゴリーでは、1975年頃2ストローク69ccのバーディー70（FR70型）が発売されたのが最初である。
- 海外市場では1973年頃のFR50型の輸出と同時にFR70がラインナップされていたが、1974年には早くも2ストローク79ccのFR80にモデルチェンジしている。
- 国内市場でも後年80ccに拡大されたバーディー80（FR80型）が登場。1986年に12ボルト電装のFR80D型、1992年にセル・キック併用型となったFR80GD型にマイナーチェンジし、1990年代中盤に生産終了となるまで装備・グレードの構成も含めて50cc同様に並売された。
- なお、海外ではRC50の拡大版であるRC80やRC100が販売されていた[12]。
- FR70にはFR70スタンダード車、FR70Gデラックス車、FR70Dセル付き車、FR70DGセル付きデラックス車、FR70GHカスタム車、FR70L重荷重用車が設定されていた。
- FR70BにはFR70Bスタンダード車、FR70Hハイデラックス車、FR70Tスーパーデラックス車、FR70HDセル付きハイデラックス車が設定されていた。
- FR80には1～5型があり、1型よりスタンダード車、重荷重車（L）、デラックス車（G）、セル付きデラックス車（GD）が設定された。搭載バッテリーはセル付き車は12V、他は6Vであった。重荷重車（L）には大型キャリア、3段切り替え式リアサスペンション、強力サイドスタンドが装備された。
- 1977年1月現在のスズキ「標準現金価格表」によるとFR80が100,000円、FR80Lが105,000円、FR80Gが106,000円、FR80GDが115,000円であった。

##### 形態分類
国内向けスズキFR70および80パーツリスト各版の出版年月およびの初出年月を以下に示す。
- FR70B　フレームナンバーFR70-36057～　1974年4月発行　
  - FR70はFR70Bより製造時期が早いものと思われる。
- FR80　フレームナンバーFR80-10001～　1976年2月発行
- FR80-2　フレームナンバーFR80-27100～　1978年6月発行
- FR80-3　フレームナンバーFR80-62817～　1979年8月発行
- FR80-4　フレームナンバーFR80-102165～　1980年10月発行
- FR80-5　フレームナンバーFR80-124199～　1981年6月発行

#### 4ストロークエンジン搭載車
- 1984年から製造・販売が開始されたFB80型で車台番号はBC41A。2001年にバーディ90にフルモデルチェンジするまで製造された。
- 海外市場ではスズキ・FB80の名称で輸出が行われていた[13]。

##### 形態分類
国内向けスズキFB80パーツカタログ各版、スズキ発行の商品カタログをもとに形態分類を以下に示す。
- 1型：FB80パーツカタログが1984年6月に発刊されている。バッテリーはセル付き車は12V、その他は6V。フレームナンバー：BC41A-100001～
  - FB80（寒冷地仕様のT01はキャブレターヒーター付。なおキャブレターヒーターは6V用と12V用の両方が設定され、スタンダード車・L・G・GDのいずれにもオプションとして取り付け可能だった。）
  - FB80L：商用車（重い荷物を載せたまま駐車しても安心な強力サイドスタンドを装備）
  - FB80G：デラックス車
  - FB80GD:セル付きデラックス車
  - スタンダード車と商用車の車体色はターゲットグリーン（19Z）、スワローブルー（19W）の2種、デラックス車の車体色はロビンブルーメタリック（19Y）とグリーン系（19V）の2種。
    - （参考）NTB製A6-BS310（互換ブレーキパッド）には、適合車種の一つとしてFB80「CD」と記載されているが、これは誤記の可能性がある。なぜなら、FB50（4サイクルバーディ―50、BA41A）の1型には「C」（カスタム車）と「CD」（スーパーカスタム車）が設定されていたが、FB80のスーパーカスタム車の存在はパーツカタログからは確認できないからである。
- 2型：1986年10月のFB80パーツカタログに初出。フレームナンバー：BC41A-114344～ 
  - FB80-2
  - FB80G-2：デラックス車
  - FB80GD-2:セル付きデラックス車
  - スタンダード車と商用車の車体色はターゲットグリーン（19Z）、スワローブルー（19W）の2種、デラックス車の車体色はエンゲージグリーンメタリック（33W）、ロビンブルーメタリック（19Y）、スタチューブラウンメタリック（33Y）の3種。
  - 発売時の価格はスタンダード車147,000円、デラックス車152,000円、セル付きデラックス車162,000円（消費税含まず、スズキカタログより）。
- M型：1991年1月のFB80パーツカタログ5版に初出。M型以降バッテリーは12V化された。フレームナンバー：BC41A-129246～ 
  - FB80（寒冷地仕様のT01はキャブレターヒーター付）
  - FB80GM：デラックス車
  - FB80GDM:セル付きデラックス車
  - デラックス車は前照灯下フェンダー上にキャリアがついており、車体色がメタリック塗装である。スタンダード車の車体色はターゲットグリーン（19Z）、スワローブルー（19W）の2種、デラックス車の車体色はエンゲージグリーンメタリック（33W）、ロビンブルーメタリック（19Y）、トライアルグリーンメタリック（0WP）の3種。
- S型：1995年6月のFB80パーツカタログ6版に初出。フレームナンバー：BC41A-138871～ 
  - FB80GS：デラックス車
  - FB80GDS:セル付きデラックス車
  - S型よりデラックス車のみの設定となった。車体色はトライアルグリーンメタリック（0WP）、プラネットブルーメタリック（1ZW）の2種。
- T型：1996年10月発行のFB80パーツカタログ7版に初出。フレームナンバー：BC41A-140838～
  - FB80GT：デラックス車
  - FB80GDT:セル付きデラックス車
  - 車体色はS型と同様、トライアルグリーンメタリック（0WP）、プラネットブルーメタリック（1ZW）の2種。
- 外観上の違い
  - 1型・２型・M型以降では、座席下のバッテリー収納部の両側に付されたBirdieエンブレムと、そこから尾灯に延びる飾りテープが異なる。
    - 1型：Birdieエンブレムは、ieの文字の上方で鳥が羽ばたいているデザイン。飾りテープには文字が入っていない。
    - 2型：Birdieエンブレムは、eの文字に鳥の片翼を重ねたデザインで、以後T型まで続いた。飾りテープには「SUZUKI」の文字が入っていて、角ばった4本のスリットがある。
    - M型：飾りテープには「FOUR STROKE」の文字が入ったデザインで、以後T型まで続いた。

  - S型とT型はメタリック系の2色のみの設定となったが、1型は4色、2型とM型は5色の設定であった。非メタ系は1型・２型・M型である。また、2型にのみ設定されたスタチューブラウンメタリックはレアと言える。
  - 1型・２型・M型のデラックス車およびセル付きデラックス車は、縦横の線で座面が小分画に分かれているタイプの座席が使用されている。一方、それらのスタンダード車およびS型とT型車の座席は平たんである。

### バーディー90
- 1991年から製造されていた郵政省向け納入モデルBD41A型（通称：郵政バーディー）が母体。前後ホイールに14インチ径を採用し88ccの4ストロークエンジンを搭載する。
- 2001年に製造中止となったBD41A型をベースにBC-BD42A型[14]として製造販売が開始されたが、以下の変更点を持つ。
  - スーパーカブ・メイトと差別化を図るためビジネスモデルとしては初めてキャストホイールを採用[注釈 6]。チューブレスタイヤの装着が可能となりパンク時の補修が容易になった。
  - タンデムシート（ピリオンシート）を標準装備。
- 2006年にフルモデルチェンジを実施しBC-BD43A型[15]となった。車体構成は先に変更されたバーディー50とほぼ同一となったが、先代からのキャストホイールやタンデムシートはそのまま承継された。
- 排出ガス規制強化により2008年11月に生産終了。シリーズ中でも90は日本国内専売車種であった。

### 海外専売車種
東南アジアを中心とした発展途上国向け輸出モデルではBA14A・BA41A系列の車台に排気量100ccのエンジンを搭載し、2ストロークがRC100、4ストロークがFB100として製造・販売された。
また厳密にはバーディーとはやや異なるスクーター然とした車種でも、排気量110ccの車種も製造され2ストロークはクリスタル（RC110）、4ストロークはショーグン（FB110）の名称で販売された。
バーディー由来の水平シリンダーエンジンの車種は上記110ccまでで、その後は傾斜シリンダーの新エンジンにレイアウトが変更されているが、上記の後継車種としてSuzuki・RG110(半強制空冷2サイクル110cc 自動遠心クラッチ)、Suzuki Satria 120(半強制空冷2サイクル120cc マニュアルクラッチ)、Suzuki Satria F150(空冷4サイクルDOHC150cc)などの系譜が続いている。